# Дечинський Сніжник
Дічинський Сніжник (нім. Hoher Schneeberg) — гора у Чехії висотою 722.8 м над рівнем моря, найвища вершина серед Ельбських пісковикових гір. Сніжник знаходиться неподалік від муніципалітету Їлове на захід від Дечина в Устецькому краї, в гірському районі Чеської Швейцарії, поруч із кордоном з Німеччиною.

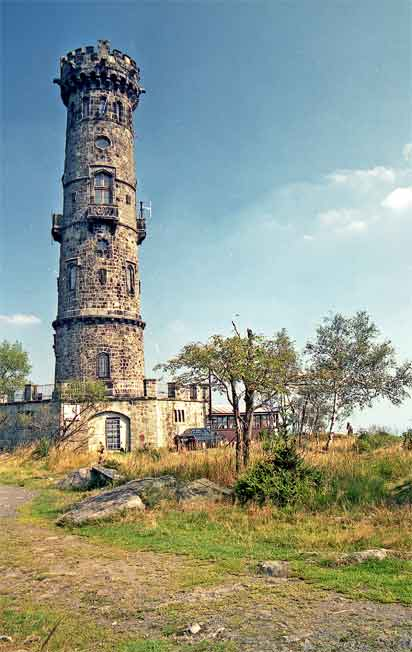
Вежа

Одним з перших відомих історичних діячів, хто відвідав Дечинський Сніжник, був Імператор Йосиф II Габсбург, який піднявся на пік у вересні 1779-го. Сніжник вважається важливою геодезичною точкою для тріангуляції, тому картографи звернулись до власника князівства Дечин, Принца Франца Антона фон Туна унд Ґоґенштейна, щоб отримати дозвіл на використання піку як триангуляційного пункту. Князь Франц замовив проект кам'яної оглядової вежі у дрезденського архітектора Карла Моріца Хенеля. Будівництво вежі у неоготичному стилі на вершині Сніжника почалось 1863 року. Для будівництва використовувались довколишні матеріали, зокрема, каміння від розломів скель. БУдівництво вежі було закінчено восени 1864 року, спочатку вона використовувалась геодезистами, але згодом привернула увагу туристів і 1865 року місцева лісова адміністрація вирішила побудувати невеликий готель для них.
Оглядова вежа Дечинського Сніжника лишається популярною туристичною пам'яткою. Після Другої світової війни готель був закинутий, а саму вежу планували знести. Вежа до 1980 року занепадала. Вандали поступово руйнували її. Згодом вежа отримала статус державного пам'ятника збереження, але цей формальний крок не приніс жодного поліпшення. 1992 року два мільйони крон були зібрано на ремонт вежі, проведений компанією Děčín Kamason. З літа 1992-го вежа в Сніжнику знову стала відкритою для громадськості і пік популярним туристичним напрямком. З вікон відкривається панорамний вид на Богемську та Саксонську Швейцарію, на місто Дрезден на півночі і хребтом Карконоші на сході.
Це місце слугує відпочинком на Європейському дальньому шляху Е3. Піднятись до вежі і готелю можна з маленького села недалеко від або від саксонського муніципалітету Розенталь-Бієлаталь на півночі.

## Галерея

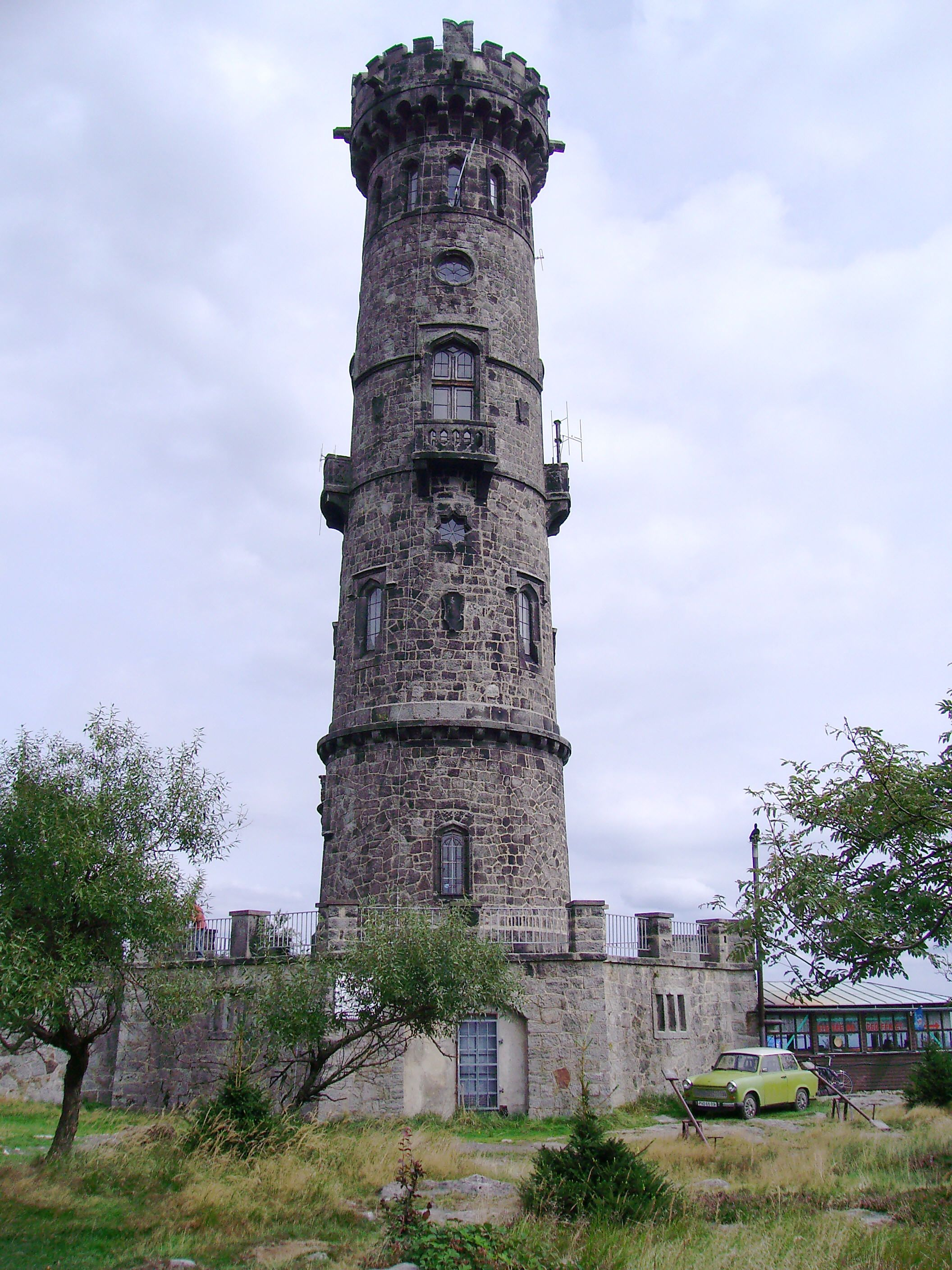
Вежа на Дечинському сніжнику
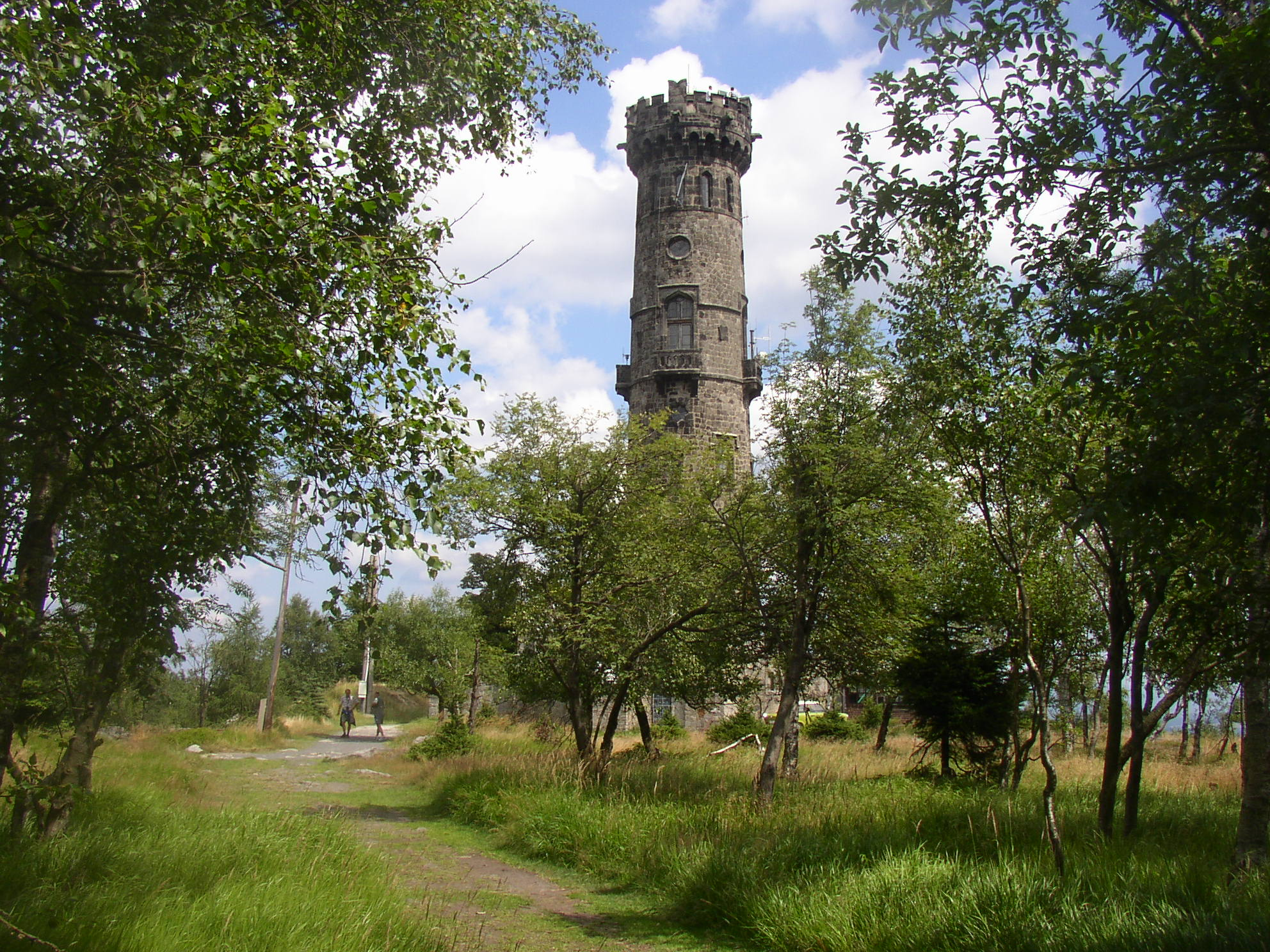
Прохід до вежі з заходу
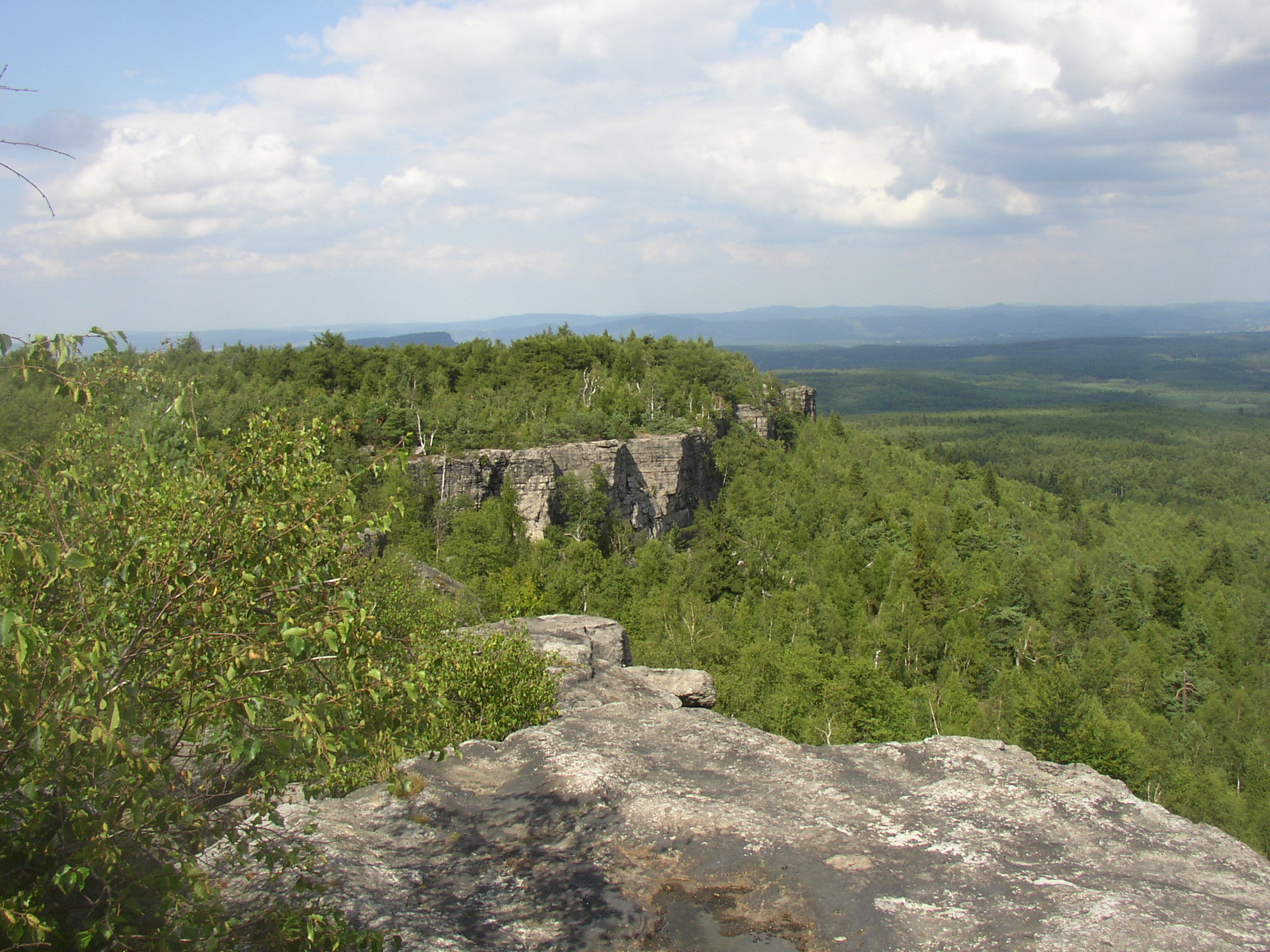
Піщаникова скела на околицях верховини, вид на північний захід
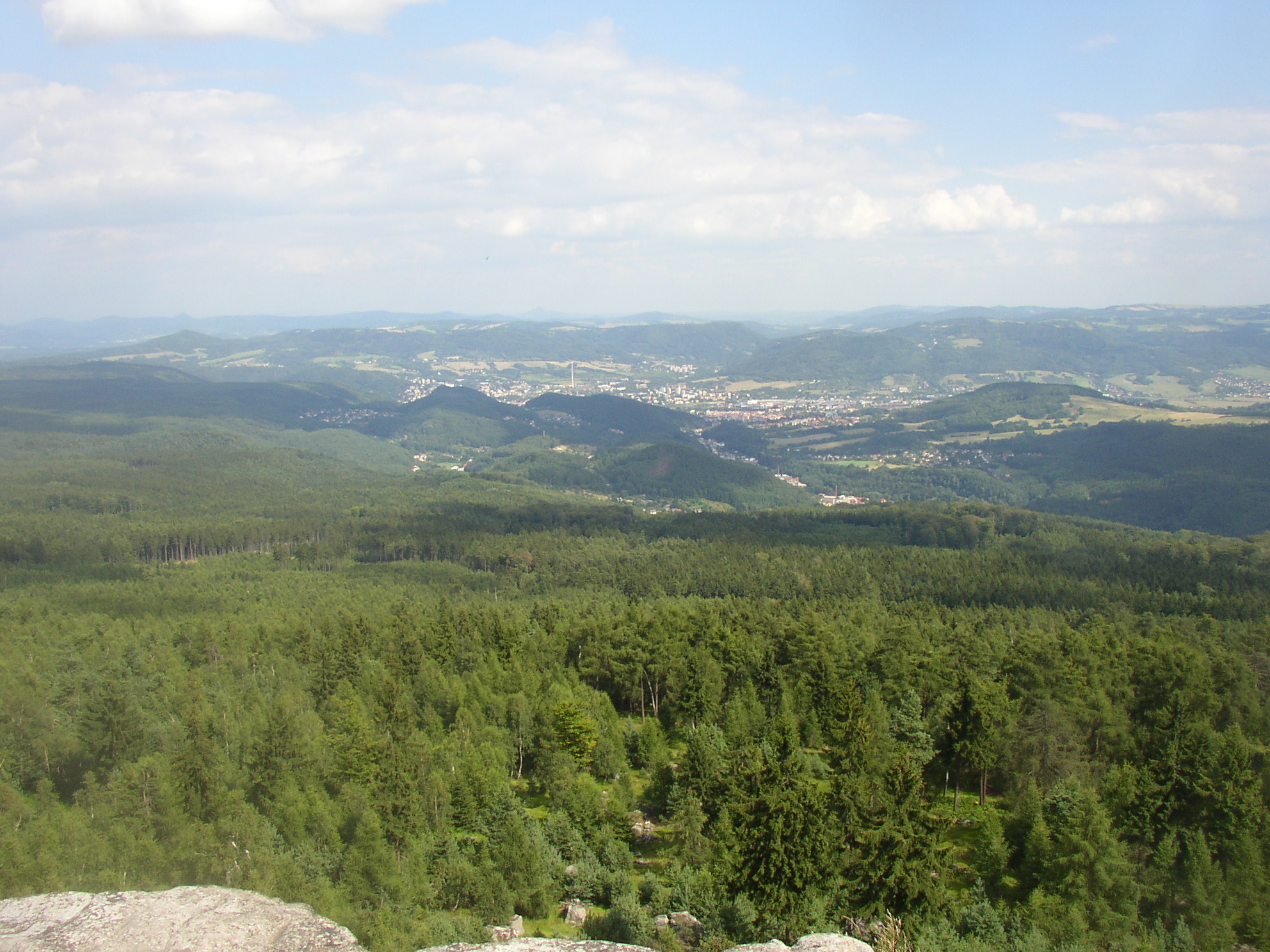
Вид на місто Дечин
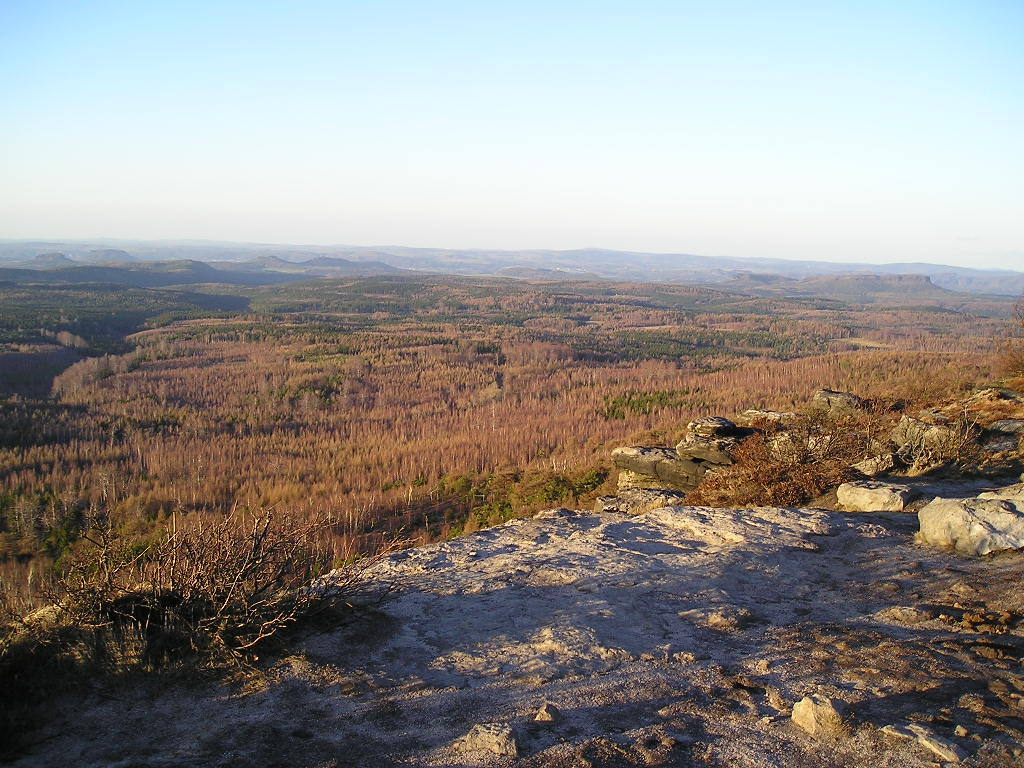
Вид з Драджанських вигідок
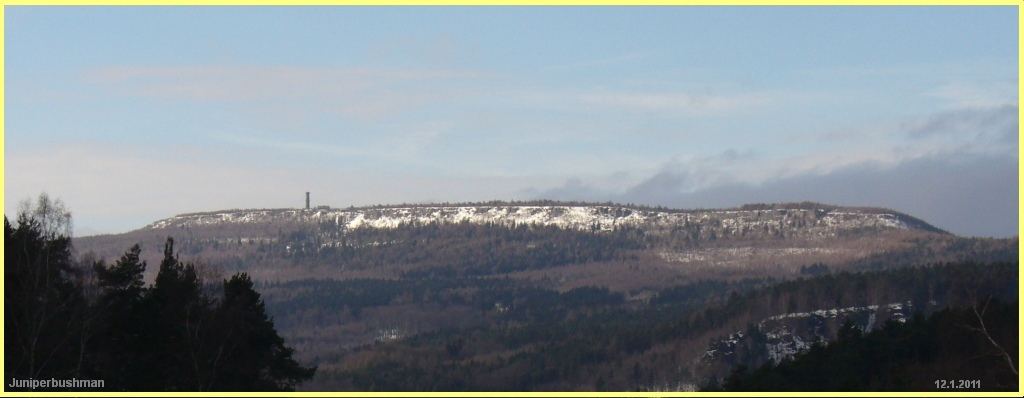
Вид на Сніжник з Їлового